# AhnLab
AhnLab Inc. est une société sud-coréenne qui développe des solutions destinées à protéger et à sécuriser l’information. Cotée au KOSDAQ, est dotée d'une équipe de recherche de plus de 250 personnes, et emploie au total de plus de 550 employés.
AhnLab, qui est surtout connu en Asie pour sa gamme d'antivirus, a développé depuis plusieurs années une gamme de solution pare-feu (Firewall) UTM, de solution IPS et de gestion interne de la sécurité contre les logiciels malveillants, les vers…
AhnLab fourni une gamme de solutions de sécurité :
- Parefeu UTM
- IPS/IDS
- Sécurité antimalware et vers
- Services en ligne
- Antivirus